# 愛と由美のあぁぁ新天地!
愛と由美のあぁぁ新天地!（あいとゆみのあぁぁしんてんち）とは、1997年4月13日から1999年10月3日まで文化放送で放送されていたアニラジ。

## 概要
前番組『秘密の天地無用!』と同様に、『天地無用!』のラジオ番組としてスタート。前番組以上に下ネタの多い番組であり、同時期に文化放送で放送されていた『緒方恵美の銀河にほえろ!』『久川綾のSHINY NIGHT』とともに文化放送の外道御三家あるいは青二三大エロ番組と呼ばれることもある（本番組ではなく石川英郎時代の『電撃大賞』が入ることもある。）。

## パーソナリティ
- 折笠愛
- 高田由美
- 水野愛日（1997年10月12日〜）
- ズッキーニ飯塚（飯塚治）

## 放送局
- 文化放送（キー局）
- STVラジオ（ - 1998年4月）
- 山形放送
- 東北放送
- ラジオ福島（ - 1997年10月）
- 北陸放送（ - 1998年4月）
- 福井放送
- 東海ラジオ（ - 1998年4月）
- ラジオ大阪
- 中国放送（ - 1998年4月）
- 山陽放送（1998年4月 - ）
- 九州朝日放送（ - 1997年10月）
- 長崎放送

## 放送時間
キー局（文化放送）の放送時間。
- 1997年4月13日から1997年10月5日 - 日曜 23:00 - 24:00
- 1997年10月12日から1999年10月3日 - 日曜 23:00 - 23:30

## テーマ曲CD
- 魅惑の新天地 - 折笠と高田の2人による。1997年6月25日にパイオニアLDCから発売。
  1. 魅惑の新天地（枯堂夏子作詞、海老原真二作曲）
  2. 初恋の味（歌：折笠愛、作詞同上、前田克樹作曲）
  3. Turquoise Blue（歌：高田由美、作詞同上、松宮恭子作曲）
  4. 魅惑の新天地（カラオケ）（作詞同上、海老原真二作曲）

### ドラマCD
- 愛と由美のはぁぁ裏天地・だまされて二人旅、湯けむり殺人事件-1998年2月にパイオニアLDCから発売。当番組の出演者のほか、菊池正美も旅館の主人役で出演した（飯塚冶はタイトルコールのみの出演）。

## 番組内番組
- MAYUMIとMANABIのハッピーパイン（1997年4月13日〜1997年10月5日）
  - パーソナリティ：飯塚雅弓・水野愛日

| 文化放送 日曜 23:00 - 23:30枠 | 文化放送 日曜 23:00 - 23:30枠                  | 文化放送 日曜 23:00 - 23:30枠                 |
| 前番組                        | 番組名                                         | 次番組                                        |
| ----------------------------- | ---------------------------------------------- | --------------------------------------------- |
| 秘密の天地無用!               | 愛と由美のあぁぁ新天地! 1997年4月 - 1999年10月 | VOiCEP-CUBEs                                  |
| 文化放送 日曜 23:30 - 24:00枠 |                                                |                                               |
| DOKIDOKIプリティーリーグ      | 愛と由美のあぁぁ新天地! 1997年4月 - 1997年10月 | 週刊アニメージュ飯塚雅弓のまだまだ日曜日だよ! |